# Chrysso vallensis
Chrysso vallensis är en spindelart som beskrevs av Claude Lévi 1957. Chrysso vallensis ingår i släktet Chrysso och familjen klotspindlar.
Artens utbredningsområde är Panama. Inga underarter finns listade i Catalogue of Life.